# Майдан ВНУ (Луцьк)
Майдан ВНУ — неофіційний майдан із головним корпусом Волинського національного університету імені Лесі Українки на проспекті Волі в Луцьку. Головний корпус із навколишніми будівлями становлять єдиний архітектурний ансамбль і є пам'ятками архітектури 1950-х років. У ранньорадянський час це був головний майдан міста. Протягом шістдесятирічної історії над ним працювали близько десяти архітекторів та скульпторів.

## Історія

Новозбудований майдан

Теперішній проспект Волі почав активно забудовуватися у 1950-х роках, коли згідно з новим генеральним планом розвитку Луцька було вирішено утворити головну вулицю і головний майдан міста.
В другій половині 1950-х почали будувати головний майдан. Центральне місце займав адміністративний будинок обласного комітету та обласного виконавчого комітету Комуністичної партії. Проект виконаний архітектором Юрієм Бородіним у 1954 році. Також були зведені дві пари житлових будинків-близнюків: поруч з обкомом (архітектор — Василь Бабій) та напроти через дорогу (архітектори Клавдія Юровська, Ігор Рейтер). Як і більшість тогочасних головних вулиць радянських міст, будівництво було виконане у стилі сталінського ампіру, якому притаманні як риси класицизму, так і суто радянські архітектурні прийоми. Майдан був відритим на південь, де він рельєфно спускався донизу. Проект оформлення цієї південної частини був виконаний у 1956—1957 роках архітектором Ростиславом Метельницьким. Згідно з планом був збудований фонтан, підпірні стінки, сходи та озеленено територію.

На зламі 1970—1980 р.

6 листопада 1967 року напроти обкому через дорогу було відкрито пам'ятник Леніну. Над проектом працювали скульптор Олексій Олійник та архітектор Ігор Ланько. Обличчям пам'ятник повернений до домінанти ансамблю — будинку обкому. Це було негативним прийомом, оскільки погіршувало сприйняття пам'ятника. У сімдесятих роках замінили тиньк на цьому будинку на білий. У вісімдесятих було виконано реконструкцію південної частини майдану — було збудовано каскадний фонтан. В радянські часи в одному із будинків комплексу містився кінотеатр «Хроніка».
У 1990-ті роки пам'ятник Леніну прибрали. Фонтан розібрали ще раніше. Корпус обкому був переданий Університету. 1995 року біля нього на пожертви волинян був відкритий пам'ятник Тарасові Шевченку. Згодом на місці колишнього пам'ятника Леніну був збудований новий фонтан. У 2000-х була виконана невелика реставрація комплексу.
З часу побудови і до сьогодні архітектурний комплекс місця лише в незначних обсягах зазнав змін. Будинки, які утворюють його, є пам'ятками архітектури. Сьогодні це місце офіційно не є майданом, але за типом місцевості він таким є. Тут проводиться багато концертів, масових розважальних заходів.

## Архітектура

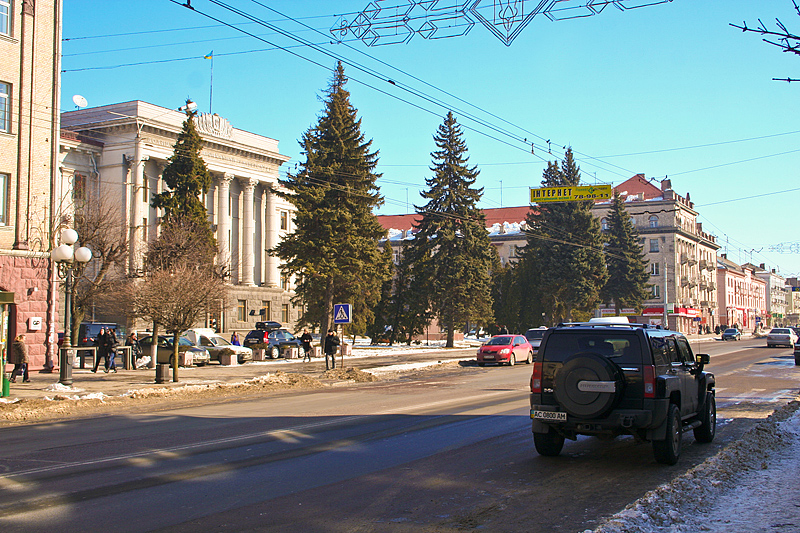

Загалом майдан відкритий на південь, куди спрямована його головна композиційна вісь, яка до того ж, є віссю симетрії комплексу. Майдан відкривається на історико-культурний заповідник та центральну алею парку. Проте вісь алеї не збігається з головною осею ансамблю. Цю помилку було зроблено при проектуванні центрального парку ім. Лесі Українки. Головним елементом композиції ансамблю є головний корпус університету, збудований у стилі сталінського ампіру. По центру головного фасаду розташований масивний коринфський портик із шістьма колонами. Також комплекс має дві пари будинків-близнюків: одна розташована обіруч університету, інша через дорогу. Близнюки, які розміщуються з обох боків університету (№ 11, 15), мають вітрини аркової форми, кам'яне облицювання перших поверхів, еркери, класицистичні карнизи, декоративні обеліски на підвищених кутових об'ємах, балкони з фігурними кронштейнами та балясинами. Інша пара близнюків (№ 8, 10) простіша, однак їх архітектура узгоджується із розвитком форм від півночі майдану до півдня. На другому поверсі будинки мають довгі балкони-галереї з фігурними кронштейнами. У південній частині майдан спадає донизу до каскадних фонтанів, комплекс яких, зрештою, завершується біля вулиці Глушець.

### Будинки
| Номер | Опис                                                             | Фото |
| 13    | Головний корпус ВНУ ім. Лесі Українки. Колишній обком компартії. |      |
| 11    | Лівий будинок-близнюк: поруч з університетом                     |      |
| 15    | Правий будинок-близнюк: поруч з університетом                    |      |
| 10    | Лівий будинок-близнюк: через дорогу                              |      |
| 8     | Правий будинок-близнюк: через дорогу                             |      |

## Фото

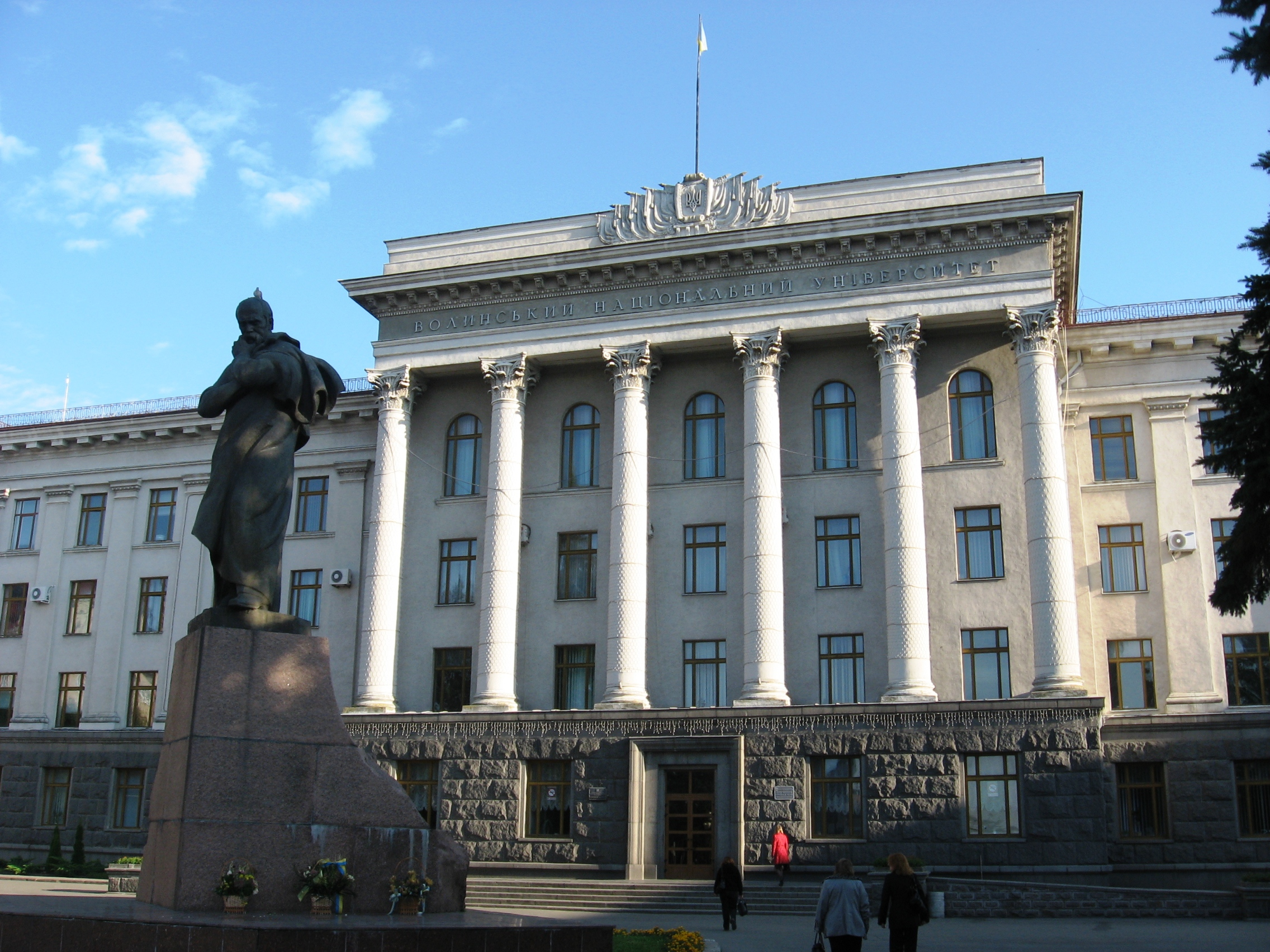
Пам'ятник Тарасу Шевченку
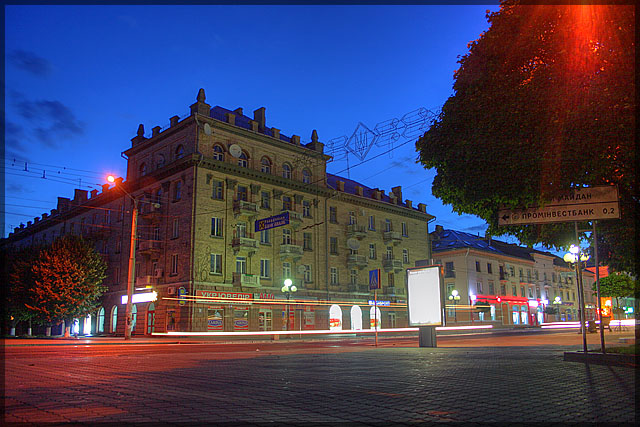
Зранку
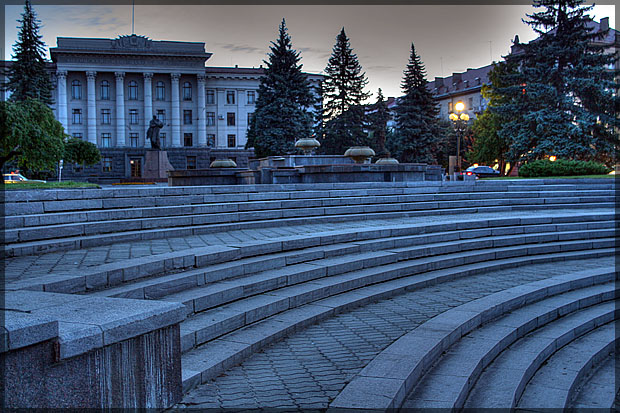
Сходи
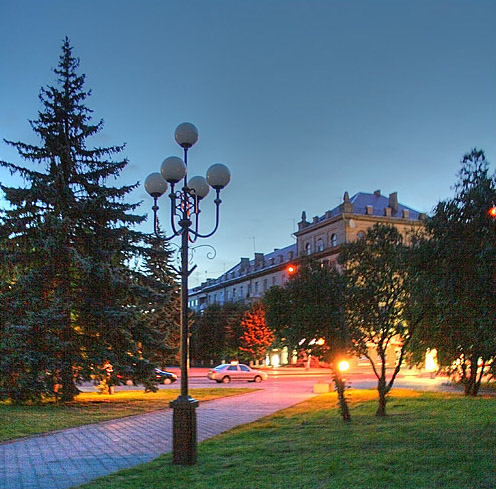
Доріжка
Південна частина у сімдесятих роках
Колишній пам'ятник Леніну
Демонтаж пам'ятника у 1991